# اتحاد مغنية
اتحاد مغنية، نادي كرة قدم جزائري مقره مدينة مغنية في ولاية تلمسان. تأسس عام 1928 وألوانه هي الأخضر والأبيض. الملعب الرسمي هو ملعب الاخوة النوالي الذي يتسع لـ 8000 متفرج. يلعب النادي حاليًا في الرابطة الجهوية الأولى لكرة القدم.